# 若阿诺波利斯
若阿诺波利斯是巴西圣保罗州的一个市镇。总面积374.583平方公里，总人口10677人，人口密度28.5人/平方公里。